# Aphycus moravicus
Aphycus moravicus är en stekel med oklart artstatus som beskrevs 1952 av Augustin Hoffer, utifrån ett specimen från Tjeckoslovakien. Taxonet placeras i släktet Aphycus och familjen sköldlussteklar. Inga underarter finns listade i Catalogue of Life.